# Boquitas pintadas
Boquitas Pintadas (span. etwa „geschminkte Mäulchen“) ist der 1969 erschienene zweite Roman Manuel Puigs. So wie er ursprünglich seinen ersten Roman, La traición de Rita Hayworth, als Drehbuch anlegte, plante er auch Boquitas Pintadas ursprünglich als Folletín – als Fortsetzungsroman – herauszubringen.

## Handlung und Stil
Die Handlung spielt, wie auch in La traición de Rita Hayworth, im argentinischen Provinznest Coronel Vallegos, dessen Name nicht von ungefähr an den von Puigs eigenem Geburtsort General Villegas erinnert. Die Handlung dreht sich um den Vorstadt-Don-Juan, Juan Carlos, den tuberkulösen Sohn aus einer Familie, in der der Vater schon lange tot ist. Der Roman beginnt mit dem Tod von Juan Carlos selbst im Jahr 1947. Durch diese Prolepse (Vorwegnahme) wird gleich ein Klima der Hoffnungslosigkeit erzeugt, die auch durch den Sprung zurück in die Jahre 1933 bis 1947 nicht wieder aufgelöst wird. Zu Wort kommen die Exliebhaberinnen von Juan Carlos, besonders Nélida (oder Nené), die in ihren Briefen von 1947 an Juan Carlos’ Mutter ihre damalige Liebelei mit demselben als Liebe ihres Lebens hochstilisiert, und in ihrem aktuellen Leben in der Hauptstadt Buenos Aires mit ihrem Mann und zwei Kindern nur Verdruss und enttäuschte Hoffnungen sieht. Die Briefe werden aber (wie der Leser zu Ende des Romans erfährt) von Juan Carlos’ missgünstiger Schwester Celina abgefangen und auch beantwortet. Sie konnte Nélida noch nie leiden, und so schickt sie die Briefe Nélidas, in denen sie ihre immerwährende Liebe zu Juan Carlos beschwört, an ihren Ehemann, der sie daraufhin verlässt, – die beiden finden aber wieder zusammen. Der Roman endet mit dem frühen Tod von Nélida im Jahr 1968, und ihrer Bitte an ihren Mann, ihre und die Briefe von Juan Carlos an sie zu verbrennen. Eingesponnen in diesen Briefwechsel sind Episoden aus der Jugendzeit von Nélida, Juan Carlos, Mabel (einer anderen Liebhaberin von Juan Carlos), Pancho (Juan Carlos’ Freund und Rivale in Frauengeschichten), Raba (bekommt ein Kind von Pancho) und anderen aus ihrer Jugendzeit in Coronel Vallejos. Raba bringt Pancho um, da er sein Kind nicht anerkennen will, und außerdem eine Affäre mit Mabel hat. Nené ist eigentlich die Freundin von Juan Carlos, doch betrügt er sie zu einem früheren Zeitpunkt auch mit Mabel. Schließlich lässt er sich kurz vor seinem Tod an Tuberkulose von einer alten Witwe aushalten, mit der er auch ein Verhältnis hat.
Die Figuren gehorchen in ihrem Streben nach Glück und gesellschaftlichem Aufstieg den Stereotypen, die ihnen von den kitschigen Hörspielen und melodramatischen Filmen vorgegeben sind. Gerade Nené und Mabel werden gegen Ende immer mehr vom Folletín und von den Hollywoodmelodramgestalten beeinflusst. Die Charaktere sind durch Tratsch, Klatsch und Lügen verbunden, dabei findet aber keine wirkliche Kommunikation statt. Puig schildert in seinem Roman die Sterilität des provinziellen Lebens in Argentinien, Tod, Krankheit und Verfall.
Zu Beginn eines jeden Kapitel steht eine Textzeile eines Tangos (vor allem von Le Pera, der die meisten Tangos Gardels schrieb). Diese Textzeile antizipiert wie ein Chor in einem klassischen griechischen Theaterstück den Inhalt des folgenden Kapitels. Durch den Verweis auf den Tango bekommt der Roman eine zusätzlich melancholische Konnotation. Der Roman drückt Traurigkeit und Hoffnungslosigkeit aus, die Gefühle des Tango der ersten Einwanderergeneration in Argentinien.

## Kritik
Kritiker sagten oft, die Figuren seien eindimensional und ohne tragische Dimension, auch wenn sich der Roman gut verkaufte. Beispielsweise ist Nené sehr vieldimensional, alle Figuren Puigs sind in ihrer Einfachheit sehr real, und vielen Lesern sehr ähnlich. Puig verbindet in seinen Romanen die Massenkultur (oder Alltagskultur) mit der Hochkultur bzw. Avantgarde. Er bedient sich dabei sowohl konventioneller als auch avantgardistischer Mittel.
Dass der deutsche Titel „Der schönste Tango der Welt“ sich ausgerechnet auf ein Zitat aus dem Foxtrot „Rubias de New York“ Gardels bezieht, mag als Ironie des Schicksals gelten gegenüber einem Autor, der sich von der Welt nie so recht verstanden fühlte.

## Verfilmung
Der Roman wurde 1974 vom argentinischen Regisseur Leopoldo Torre Nilsson verfilmt.